# The Man with the Golden Gun
The Man With The Golden Gun (bra 007 Contra o Homem com a Pistola de Ouro) é um filme britânico de acção, espionagem e aventura de 1974, o nono da série James Bond e o segundo com Roger Moore no papel do agente 007.
É também o quarto filme da série dirigido por Guy Hamilton, e o último produzido em conjunto por Albert R. Broccoli e Harry Saltzman, pela saída do segundo. O argumento é de Richard Maibaum e de Tom Mankiewicz, baseado no livro homónimo de Ian Fleming.
James Bond é ordenado a recuperar um engenho que capta e produz energia a partir da energia solar e de eliminar o assassino por encomenda / matador de aluguel Francisco Scaramanga, que utiliza uma pistola e balas de ouro. O filme é estreado na altura da crise do petróleo e o argumento do filme baseia-se maioritariamente neste tema.

## Sinopse
Na sequência inicial, um anão chamado Nick Nack prepara um assassinato a ser executado pelo seu patrão Scaramanga contra um gângster que visitava a sua ilha secreta. Scaramanga mata o seu inimigo numa sala cheia de iluminação e de ilusionismos e depois atira contra uma réplica do agente secreto James Bond revelando assim a sua próxima vítima.
Em Londres, o agente recebe das mãos de M uma bala feita de ouro com o código 007. Os Serviços Secretos acreditam que seja apenas uma intimidação. A missão de Bond é vigiar o trabalho de um cientista chamado Gibson que está a produzir células de energias para resolver o problema da crise do petróleo, mas M prefere defender o seu agente ao retirá-lo da missão. Bond vai atrás de Scaramanga não oficialmente.
Bond parte à procura da origem da bala passando por Beirute e terminando em Macau. Lá vê Andrea Anders, uma colega de Scaramanga que recolhe balas de ouro no casino de Macau. Segue-a até Hong Kong onde obriga-a a revelar o paradeiro e a aparência de Scaramanga. Bond entra num bar de striptease que, sem saber, está a vítima de mais um assassinato por parte de Scaramanga: Gibson. O cientista é atingido a tiro quando sai do bar. Após o homicído, Nick Nack rouba o Solex Agitator enquanto a polícia chega. Antes de 007 provar a sua inocência, a polícia, sob o comando secreto do Tenente Hip, intervém e retira Bond da cena levando-o até ao RMS Queen Elizabeth onde M e Q o aguardam para dar mais detalhes da operação e explicar que Hip está do lado do MI6.
A nova missão do agente é recuperar o dispositivo. Viaja até Banguecoque na Tailândia e lá faz-se passar por Scaramanga para se encontrar com um empresário chamado Hai Fat, suspeito de contratar o assassino de Gibson. Porém o empresário já se tinha encontrado com Scaramanga e atinge Bond fazendo-o desmaiar. O agente é colocado num dojo onde os lutadores são instruídos a matar o espião com técnicas de karaté. Bond escapa com a ajuda de Hip e as suas sobrinhas treinadas em artes marciais, que derrotam todos os opositores. Após fugir pelos canais da cidade numa lancha, Bond encontra-se com a sua colega do MI6, Mary Goodnight.
No quarto do seu hotel, 007 tenta fazer amor com Goodnight,mas encontra-se novamente com Andrea, que informa ter enviado a bala como chamariz para que Bond possa eliminar Scaramanga. Em troca, ela promete devolver o "Solex Agitator" num confronto de boxe. Bond e Andrea após negociarem fazem amor,deixando Goodnight furiosa. Porém, ao chegar ao ringue, Bond encontra Andrea morta e conhece pela primeira vez Scaramanga. Durante o diálogo dos dois, 007 consegue recuperar o Solex Agitator e dá-lo a Hip que passa a Goodnight que esperava no carro. Porém, Scaramanga captura-a, coloca-a no porta-mala do seu carro e apesar de Bond perseguir Scaramanga, o assassino e Nick Nack desaparecem após o veículo se transformar num avião.
Como Goodnight tinha posto um localizador no carro de Scaramanga, Bond consegue-o localizar numa ilha do Mar Amarelo, e chega nela usando um hidroavião. Lá 007 é recebido por Scaramanga e visita a central eléctrica, onde Scaramanga usa uma arma de raios solares para destruir o avião do agente. Durante o almoço, Scaramanga propõe um duelo de pistolas em que o agente aceita. Porém, logo após o início do duelo, o assassino esconde-se. Nick Nack afirma que se Bond conseguir matá-lo, todo o património presente na ilha seria destinado ao anão. Ele leva o agente até a uma sala de espelho e ilusões onde 007 consegue matar Scaramanga. Goodnight, que estava sob vigilância de um segurança, lança essa mesma personagem para um recipiente cheio de hélio líquido provocando um desequilíbrio na usina. Bond apanha-a e os dois fogem num barco antes de tudo explodir. Eles tentam fazer amor, mas Bond confronta-se com Nick Nack dentro do barco e consegue amarrá-lo ao mastro. Enfim, o navio chega a alto-mar e Bond e Goodnight, sem perigo, fazem amor.

## Elenco
- Roger Moore - James Bond
- Christopher Lee - Francisco Scaramanga
- Britt Ekland - Mary Goodnight
- Maud Adams - Andrea Anders
- Hervé Villechaize - Nick Nack
- Clifton James - Xerife J.W. Pepper
- Bernard Lee - M
- Lois Maxwell - Miss Moneypenny
- Desmond Llewelyn - Q

## Produção
Em 1965, após a morte de Ian Fleming, é publicado o último livro de James Bond, The Man With the Golden Gun e atinge mais um sucesso nas vendas. Inicialmente, os produtores Albert R. Broccoli e Harry Saltzman queriam adaptar o livro após as filmagens de You Only Live Twice em 1966, inclusive convidando Roger Moore para o papel de 007. Porém as filmagens seriam no Cambodja, e após o estouro da guerra civil liderada pelo Khmer Vermelho, os produtores cancelam a produção e decidem filmar On Her Majesty's Secret Service, com George Lazenby. Quando os produtores decidem filmar The Man With the Golden Gun, tem de mudar as locações visto que o a história presente no livro original se passa na Jamaica, local já usado no filme anterior, Live and Let Die. Seguindo uma sugestão, escolhem a Tailândia.
A 6 de Novembro de 1973, cinco meses após terminar Live and Let Die, o realizador começa a filmar o novo filme com a cena no Queen Elizabeth cujo cenário é um paquete abandonado. Mas Tom Mankievicz deixa o cargo de roteirista após entregar seu primeiro texto, forçando os produtores a regressar ao veterano Richard Maibaum. Tom voltaria mais tarde para re-escrever a revisão da revisão do seu argumento.
Nos actores, Christopher Lee, que era primo de Fleming, fica com o papel de Scaramanga. A modelo sueca Britt Ekland pede por um papel e é escolhida para a agente Goodnight, e sua conterrânea Maud Adams interpreta Andrea Anders. Soon-Taik Oh é escolhido para o papel de Hip e Clifton James regressa ao papel do xerife Pepper. Para interpretar Nick Nack, os produtores escolhem Hervé Villechaise de 1 metro e 14.
As filmagens decorrem em Abril de 1974 nas várias ilhas da Tailândia. No final do mês viajam até Hong Kong e alojam-se num luxuoso hotel transformado na residência do empresário Fat. A meio de Maio partem para a cidade portuguesa na altura, Macau e filmam no casino da cidade. No fim do mês de Maio, os produtores filmam a perseguição nos canais e a 1 de Junho, preparem a cena animada por computador em que o carro onde está Bond e Pepper realiza uma rotação de 360.º semelhante ao que se passava num festival de Pensilvânea, o Houston Astrodome. Bastou um take para filmar mas horas e dias de preparação por parte dos extras. No fim do mês de Junho, a equipa regressa aos estúdios da Pinewood e um cameraman doente força Broccoli a encontrar um outro para cumprir o prazo.
O filme foi o último do produtor Harry Saltzman que com seus investimentos em ruptura arranjou um grave crise financeira com o Banco Suisso e viu-se forçado a vender a sua parte da franquia para a United Artists. Os problemas levaram a produção do filme seguinte, The Spy Who Loved Me, a ser adiada até 1976.

## Música
Estando ausente no filme anterior, John Barry voltou a compor a música. O tema-título foi composto por Barry com letras de Don Black (assim como os temas de Thunderball e Diamonds Are Forever), e cantado pela cantora escocesa Lulu. O roqueiro Alice Cooper compôs uma música chamada "The Man With The Golden Gun" para o filme, mas os produtores trocaram-na pelo tema de Lulu. Cooper lançou mais tarde a sua canção no álbum Muscle of Love.
O tema e a banda sonora são considerados os mais fracos da série por fãs e críticas, uma opinião compartilhada por Barry, que disse ser o trabalho que ele mais odiou.